# 2NE1
Cette page contient des caractères spéciaux ou non latins. S’ils s’affichent mal (▯, ?, etc.), consultez la page d’aide Unicode.
2NE1 (coréen : 투애니원, prononcé To Anyone) est un girl group sud-coréen de K-pop, originaire de Séoul. Formé par YG Entertainment, le groupe compte quatre membres : Bom, CL, Dara, et Minzy. Connu pour briser les stéréotypes des groupes de filles, son expérimentation musicale, sa mode et sa présence sur scène, 2NE1 est considéré comme l'un des groupes féminins les plus réussis et les plus influents de la K-pop.
Le groupe est présenté en mars 2009 après être apparu sur le single promotionnel Lollipop aux côtés de son camarade de label Big Bang. 2NE1 prend de l'importance avec la sortie de leur premier album éponyme EP 2NE1 (2009), qui comprenait les singles Fire et I Don't Care. Ce dernier est nommé titre de l'année aux 2009 Mnet Asian Music Awards. Au cours de leur carrière, 2NE1 amasse neuf chansons à succès no 1 sur le Gaon Digital Chart, le plus grand nombre de tous les groupes d'idols à l'époque.
2NE1 suit son premier EP avec son premier album studio, To Anyone (2010), et leur deuxième EP. Considéré comme la première tournée mondiale d'un groupe de filles K-pop, leur New Evolution Global Tour visite onze villes dans sept pays d'Asie et d'Amérique du Nord en 2012, et leur spectacle au Prudential Center à New Jersey est nommé le deuxième meilleur concert de l'année par The New York Times. Le dernier album studio de 2NE1, Crush (2014), est acclamé par la critique et la album K-pop le mieux classé au Billboard 200 américain à l'époque.
Le quatuor s'aventure également sur la scène musicale japonaise grâce au partenariat de YG avec Avex, en publiant Nolza en 2011 et en suivant les albums studio Collection (2012) et la version japonaise de Crush (2014). Minzy quitte le groupe en avril 2016, et les trois autres membres se séparent officiellement en novembre 2014. Leur dernier single, Goodbye, est enregistré en trio, et sort le 21 janvier 2017 en guise d'adieu à leurs fans.
En juillet 2024, YG Entertainment annonce le retour de 2NE1 dans l'industrie musicale avec une tournée mondiale prévue pour 2025.

## Histoire

### Origines
La création du groupe est mentionnée de manière peu explicite dès 2004 par l'agence sud-coréenne YG Entertainment. C'est finalement en 2009 que la YG Entertainment annonce la formation de son nouveau girl group : 2NE1. L'agence annonce que le groupe sera composé de quatre jeunes femmes. C'est au mois de mai de cette même année que le groupe débute officiellement. L'agence a officiellement annoncée qu'avant leur début, les membres du groupe avait été stagiaires dans l'agence pour une durée d'environ quatre ans. Originellement, le nom du groupe devait simplement être 21 mais après que la YG Entertainment avoir découvert qu'un chanteur portait déjà ce nom, l'agence décida de renommer rapidement son groupe en l'appelant 2NE1. Ce nouveau nom, à prononcer To Anyone, forme une combinaison des expressions 21st Century et New Evolution.

### Lollipopavec Big Bang (2009)

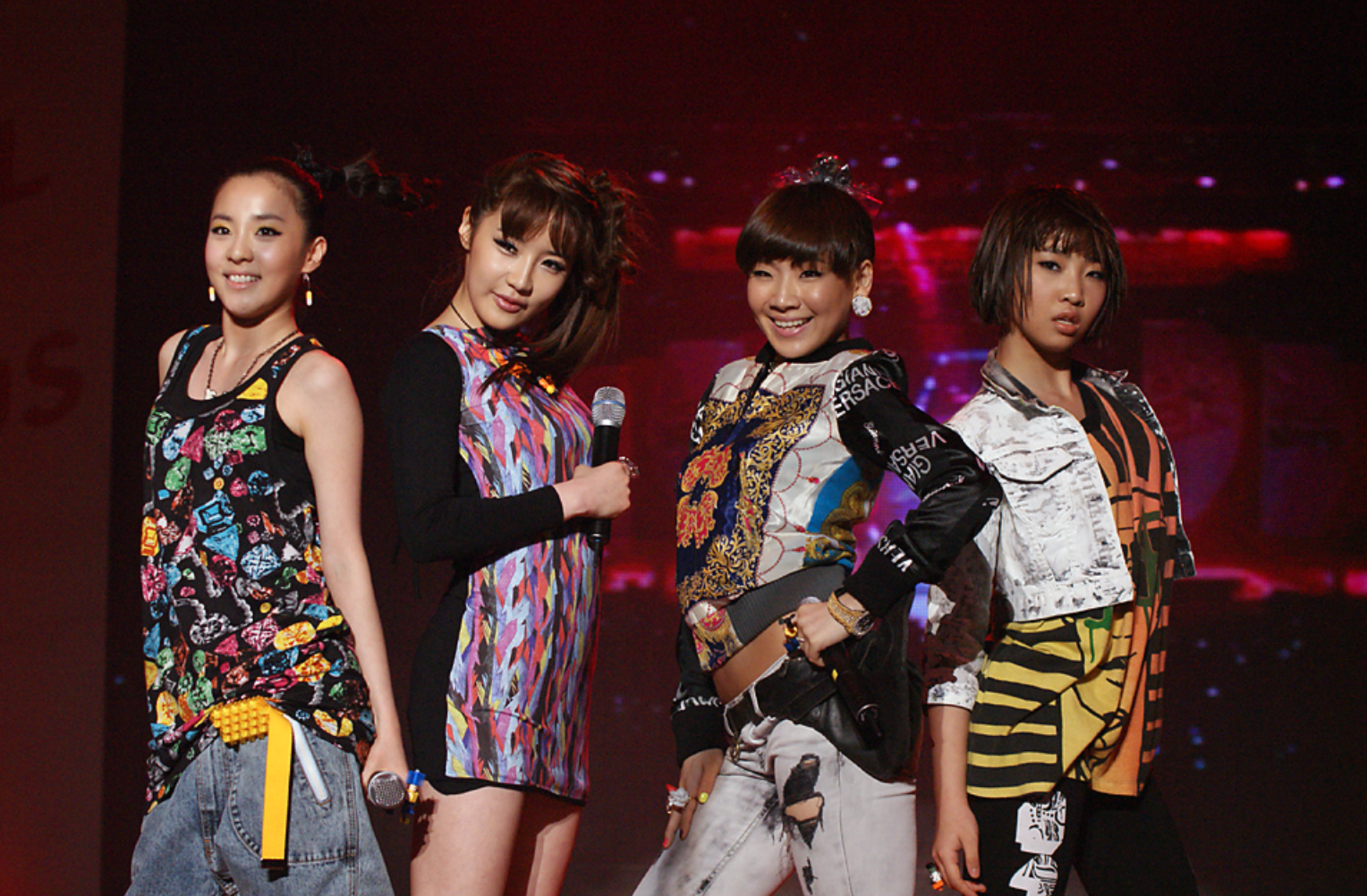
2NE1 interprétant Fire en juin 2009.

Le 28 mars 2009, 2NE1 fait sa première apparition officielle aux côtés de Big Bang dans la vidéo promotionnelle Lollipop pour la publicité d'un portable LG. Le 6 mai 2009 sont mis en ligne les deux versions du clip de leur premier single Fire. Ce premier single marque ainsi leurs débuts officiels. Écrit par Teddy Park et produit par G-Dragon et Perry, il rencontre un grand succès et se classe en têtes de plusieurs Hit-parades ; il permet au groupe de gagner rapidement en crédibilité et de se faire un nom sur la scène K-pop. Le 17 mai 2009, 2NE1 fait ses premiers pas à la télévision en interprétant pour la première Fire en live. Cette date a une grande signification pour le groupe qui considère ce premier live comme « leurs débuts officiels, une sensation unique, la concrétisation de plusieurs années d'entraînement ». Le 1er juillet 2009 sort leur second single I Don't Care, produit par Teddy Park et Kush. Il rencontre, comme Fire, le succès.
Dans un même temps, YG Entertainment et la chaîne Mnet s'associent et diffusent YG live, de petites émissions dans lesquelles sont visibles les artistes de la YG filmés dans leur vie de tous les jours. Le groupe lance par la suite 2NE1 TV, qui cumule de bonnes audiences. Le 8 juillet 2009 sort leur premier mini-album produit par Teddy Park et Kush. Il s'y trouve les précédents titres Lollipop, Fire et I Don't Care, mais aussi quatre nouvelles pistes. Dès le 1er jour de vente, cet opus est commandé à plus de 50 000 exemplaires. Le 10 juillet 2009, 2NE1 entame la promotion de I Don't Care.

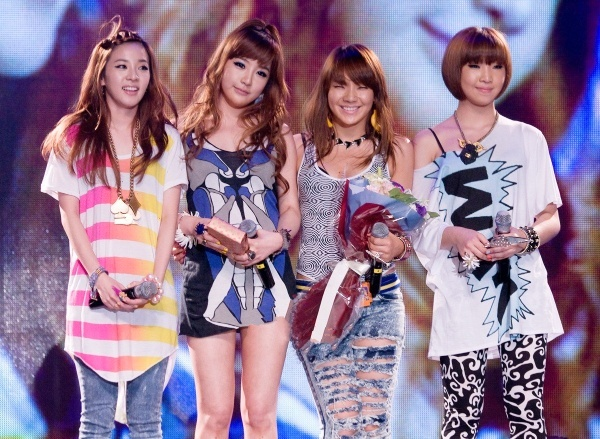
2NE1 aux Cyworld Digital Music Awards en août 2009.

Fin août, après la fin de la promotion du titre, le groupe fait une pause afin de permettre à chaque membre de promouvoir son single solo. En septembre 2009, Dara est la première à faire la promotion de son single Kiss. Le clip est diffusé durant l'année 2009 à la télévision sud-coréenne, la vidéo n'est mise en ligne sur YouTube qu'en 2010 à la suite du lancement de la chaîne officielle 2NE1. Le titre sert également de thème à la publicité de la compagnie Oriental Brewery pour sa marque de bière Cass. En octobre 2009, Bom sort You and I et en fait la promotion à trois reprises, dont une en collaboration avec Taeyang. Le single se classe rapidement premier dans les charts sud-coréens. Bom est la membre du groupe qui rencontre le plus de succès en solo. En novembre 2009, CL et Minzy sortent leur single Please Don't Go. Le 21 novembre 2009 lors des Mnet Asian Music Awards, c'est la consécration. Le groupe gagne les prix « Best New Female Artist », « Music Portal Award », « chanson de l'année » pour I Don't Care et « meilleur clip » pour Fire (Space Ver.). Le groupe remporte un franc succès cette année-là, leur popularité s'accroît, elles remportent également de prestigieuses récompenses telles que « rookie de l'année » et « Asian Newcomer's Award ».

### To Anyone(2010)

2NE1 pour Can't Nobody en 2010.

Le 9 février 2010, Follow Me sort en tant que single digital. Au départ, simple chanson, thème de la publicité de Samsung Corby Folder[source secondaire souhaitée], elle devient quelques heures après sa sortie numéro 1 dans tous les classements musicaux coréens[source secondaire nécessaire]. Durant l'été 2010 le groupe se rend à Los Angeles et à Londres pour une session d'enregistrement avec will.i.am[source secondaire nécessaire]. À ce jour[Quand ?], il n'y a jamais eu de suite à ce projet[source secondaire nécessaire]. Le 8 septembre 2010 est mis en ligne Clap Your Hands, premier single de l'album To Anyone.
Le 9 septembre 2010 sort leur premier album studio To Anyone, un succès. Six titres restent dans le top 10 de différents charts pendant une semaine[source secondaire nécessaire]. L'album devient aussi numéro 1 aux iTunes Hip-Hop Chart, numéro 7 aux iBillboard World Albums Chart, numéro 1 aux HMV Japan.
Ce même jour est mis en ligne Go Away. Le titre se place directement numéro 1 des charts en Corée du Sud[source secondaire nécessaire] et reçoit de bonnes critiques[source secondaire nécessaire]. Le 11 septembre 2010 sort Can't Nobody, qui connait le succès[source secondaire nécessaire]. Ce titre est également disponible en version anglaise. Le 31 octobre 2010 sort le single It Hurts. Ce titre clôt la promotion de l'album To Anyone.

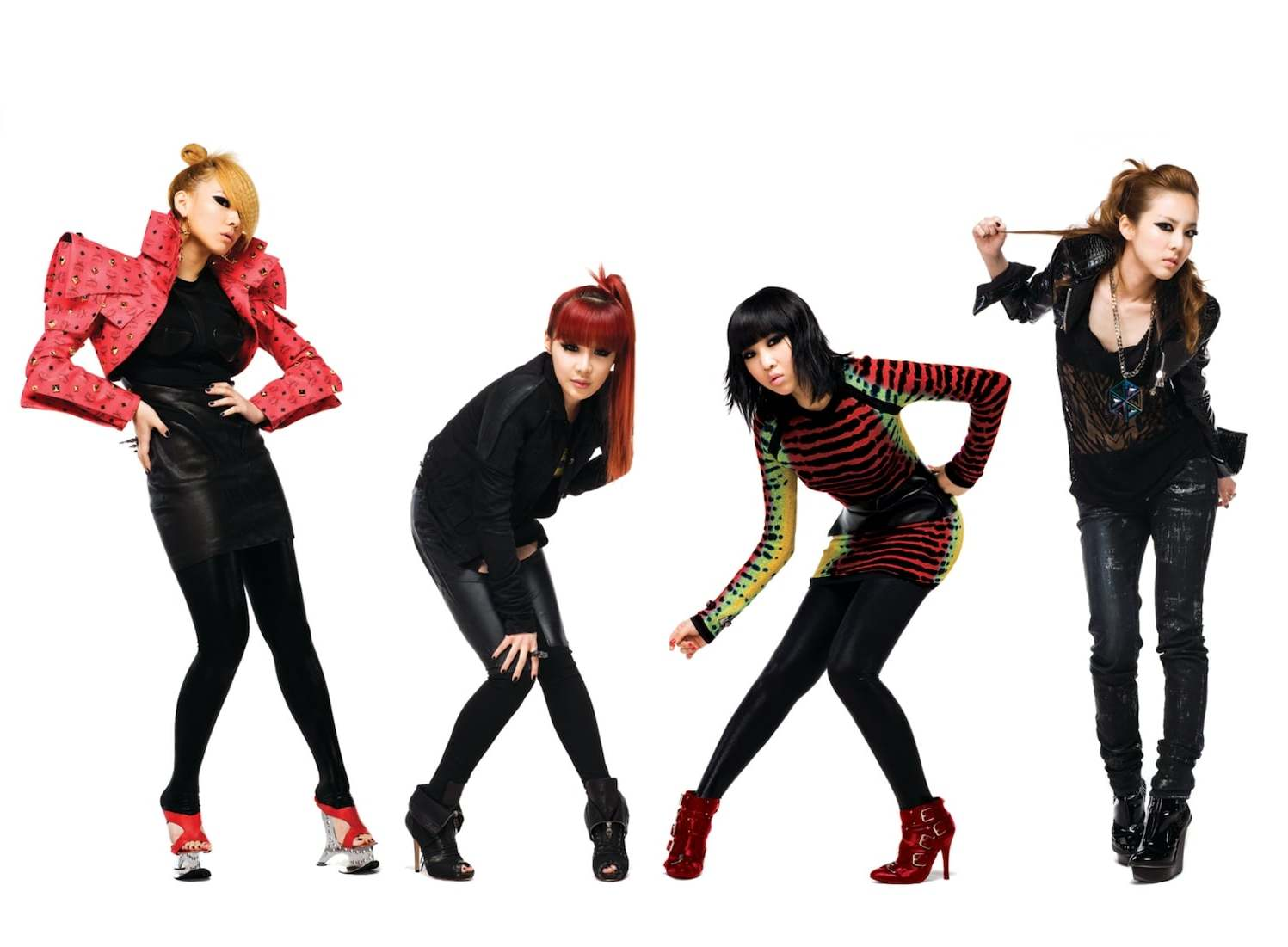
2NE1 en 2010.

Fin novembre 2010, lors des Mnet Asian Music Awards, 2NE1 reçoit les récompenses « groupe de l'année », « album de l'année », « meilleur groupe féminin » et « meilleur clip » pour Can't Nobody. Lors de la soirée, Bom gagne le prix « meilleur single numérique » pour son single You and I. Le 26 novembre 2010, le groupe sort le single Don't Stop the Music. Ce titre est le thème officiel de la publicité automobile de la compagnie Yamaha Fiore[source secondaire souhaitée]. La chanson est présente sur le second mini-album de 2NE1, sorti en 2011. Elles signent ensuite un contrat avec AVEX Japan[source secondaire souhaitée] pour leur carrière au Japon.

### Lonely, I Am the Bestet autres succès commerciaux (2011)
Le 20 avril 2011, Bom sort Don't Cry. Le titre prend la tête de tous les charts coréens. Le groupe fait ensuite la promotion de chacun des titres de son nouveau EP, toutes les trois semaines, essayant une nouvelle stratégie marketing. Le 11 mai 2011 est mis en ligne le nouveau single Lonely. Il connaît un succès incroyable, restant plusieurs semaines no 1 dans les charts coréen. Par ailleurs, Lonely devient la chanson la plus utilisée pour les auditions de télé-crochet en Australie.
Le 27 juin sort le clip d’I Am The Best. Il connaît un succès immense, il devient ainsi numéro 1 dans tous les charts de téléchargement. En deux semaines il est téléchargé plus de 1,1 million de fois. C'est la chanson la plus connue du groupe internationalement, et la plus visionnée sur leur chaîne YouTube, avec plus de 100 millions de vues. La chanson est très largement diffusée dans des campagnes publicitaires, notamment pour la marque américaine Microsoft. Le 24 juillet 2011 est mis en ligne Hate You. C'est le premier clip d'animation que le groupe propose à ses fans. Il est réalisé par Mari Kim. Il se hisse à la troisième place des charts.

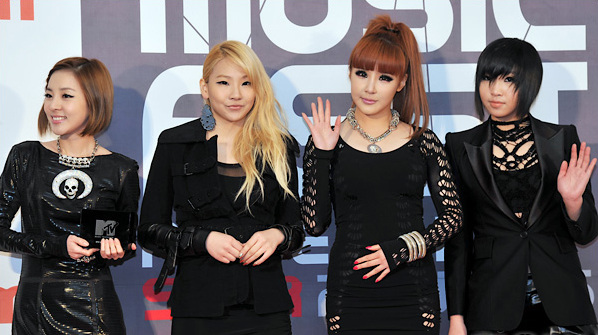
2NE1 au MTV Daum Music Festival en février 2011.

Le 27 juillet 2011 est mis en ligne Ugly. Le single prend également la première place du Gaon Singles Chart. C'est le deuxième clip le plus coûteux que le groupe ait réalisé après Come Back Home. Fin août 2011, 2NE1 réalisent leur premier concert intitulé Nolza et affichent complet pour leurs trois représentations à Séoul, en Corée du Sud. Le 21 septembre 2011, le groupe fait enfin ses débuts au Japon avec la sortie de leur second mini-album en version japonaise, Nolza. Elles interprètent aussi les versions japonaises de leurs titres durant leurs concerts Nolza aux Yokohama Arena, Makuhari Messe et Kobe Commemoration Hall.
Le 29 novembre 2011, c'est la consécration pour 2NE1 qui reçoit deux prix aux Mnet Asian Music Awards dont « meilleure performance vocale de groupe » pour Lonely, ainsi que « chanson de l'année » pour I Am the Best. Le 12 décembre 2011, 2NE1 se rend à Times Square à New York, où elles sont sacrées « meilleur nouveau groupe au monde » aux MTV Iggy Awards, succédant à des artistes tels qu'Eminem, Beyoncé, Britney Spears ou le groupe Green Day. C'est leur première récompense aux États-Unis.

### Reconnaissance internationale (2012)
Le début de l'année est essentiellement consacré à la promotion japonaise. Le 28 mars 2012 est annoncé la sortie de l'album japonais Collection, contenant les versions japonaises de nombreux tubes comme Fire ou Follow Me, une reprise du super hit de Madonna Like A Virgin. Go Away est choisi comme single ainsi qu'un titre inédit, Scream, sorti le 10 mars 2012. De retour en Corée du Sud, le groupe collabore avec le fabricant de microprocesseurs Intel sur un projet spécial pour sa nouvelle collection d'ordinateur portable Ultrabook. Le projet intitulé Make Thumb Noise (« Faites du bruit » en français), consiste en fait à réaliser une chanson avec la participation des fans via le réseau-social Facebook, ces derniers ayant le choix entre plusieurs vidéos à chacune des quatre étapes. Le 5 juin 2012, résultera de cette triple-collaboration la chanson Be Mine.

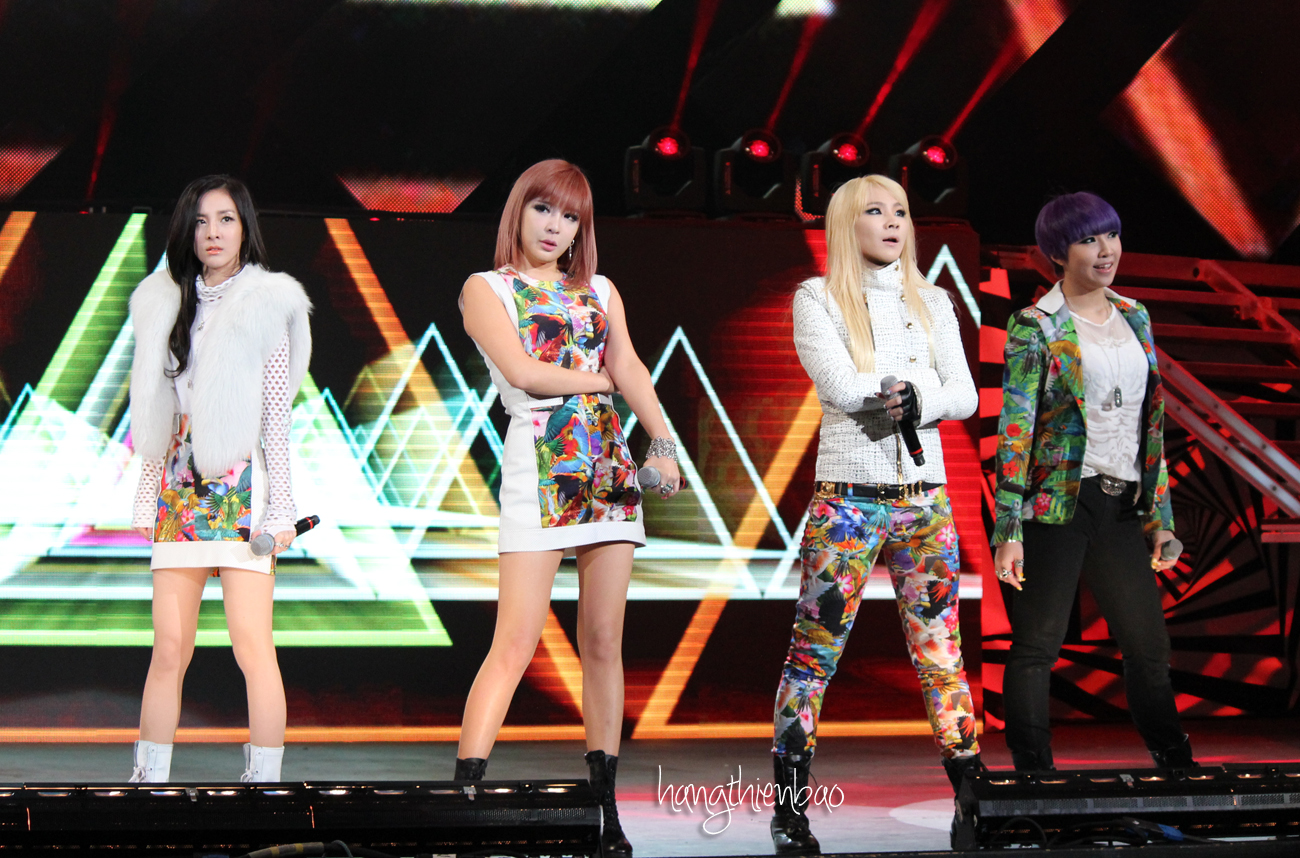
2NE1 se produisant à Irvine, en Californie en novembre 2012.

Ce même mois, le groupe est de passage en France, à Cannes, après avoir été élu « meilleur Groupe de K-Pop » par ses fans français. Elles donnent une interview à la 59e édition du Festival international de la créativité ainsi qu'une prestation de Can't Nobody. 2NE1 annonce également sa première tournée mondiale, intitulée New Evolution, qui commencera à Séoul et passera par le New Jersey et la Californie. Le 6 juillet 2012 est mis en ligne le single I Love You, inspiré du trot (vieux genre musical sud-coréen), après un an sans activité en Corée du Sud. Le titre connaît le succès et prend la tête du Gaon Singles Chart. Il marque l'entrée du groupe dans le Billboard Korea K-Pop Hot 100 aux États-Unis, où il atteint la première place. Il se place aussi 3e dans les Electronic Music Chart au Royaume-Uni. C'est la première chanson coréenne diffusée sur la chaîne de radio anglophone BBC Radio 1. Elle entre également dans les charts de différents pays occidentaux comme la France, l'Australie, l'Allemagne, etc.
Le 28 juillet 2012, leur tournée New Evolution débute à Séoul, à l'Olympic Gymnastics Hall. Elle se poursuit le 17 août 2012 à Newark, aux États-Unis, puis le 24 août à Los Angeles, où will.i.am fait une apparition surprise. Les 2NE1 passent par le Japon pour huit concerts à Nagoya, Osaka, Yokohama et Saitama. En août 2012, le groupe apparaît dans un spot publicitaire pour la marque Adidas aux côtés de Nicki Minaj, Big Sean et du joueur de basket-ball Derrick Rose. Le tournage de cette publicité est réalisé au Japon durant la promotion de leur album Collection. Le 19 septembre 2012, I Love You est choisi pour être le 3e single japonais du groupe. En octobre 2012, le magazine américain Forbes publie sur son site web un article annonçant que I Am the Best dépasse les 4,5 millions de téléchargements. Le rédacteur fait un éloge du groupe et souligne son impact dans la K-pop.
Le 19 octobre 2012, sort le jeu vidéo Dance Central 3, disponible sur la console Xbox 360, où I Am the Best fait partie des pistes jouables, ce qui fait de 2NE1 le premier groupe de K-pop ayant un single dans un jeu-vidéo. En décembre 2012, 2NE1 et Big Bang sont inscrits dans la liste Best Band Style of 2012 établie par MTV. Ils apparaissent aux côtés de grands noms tels que les One Direction, The Wanted, Backstreet Boys, Spice Girls, Destiny's Child, fun., et No Doubt.

### Falling in Love, Do You Love MeetMissing You(2013)
Le 14 mars 2013, la version complète de Take The World On, collaboration entre will.i.am et le groupe pour Intel Ultrabook Project, sort finalement, un an après la publication de la vidéo Take The World On, Behind the Scenes. Le 13 avril 2013, 2NE1 fait une apparition au concert Happening du chanteur Psy au stade de la Coupe du monde de Séoul. Elles interprètent les titres I Am the Best et Can't Nobody devant plus de 50 000 spectateurs. Le 16 avril 2013 sort le deuxième album studio de will.i.am, sur lequel se trouve le titre Gettin' Dumb en collaboration avec 2NE1 et apl.de.ap, ancien membre des Black Eyed Peas. Début mai 2013, un site nommé 2NE1 Loves fait son apparition. Des teasers mettant en scène chaque membre du groupe sont publiés : il s'agit en fait d'une campagne pour Chrome Hearts.

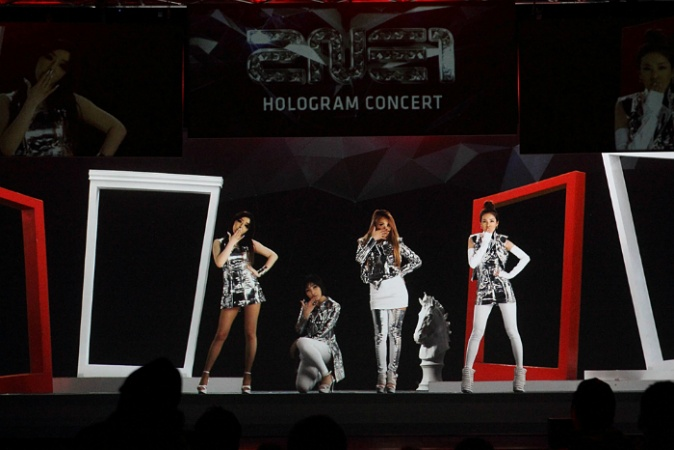
2NE1 lors d'un concert d'hologramme en 2013.

Peu après, à défaut d'un retour du groupe, leur maison de disque annonce que CL fera ses débuts en solo fin mai. Le 28 mai 2013, sort The Baddest Female, qui marque les premiers pas en solo de la leader du groupe. Comme prévu, le titre adopte un style très hip-hop. Le 17 juin 2013, YG Entertainment annonce que 2NE1 fera son retour début juillet. L'agence déclare que le groupe proposera quatre nouveaux singles entre juillet et octobre avant la sortie d'un nouvel album. Le 7 juillet 2013 est mis en ligne le clip de Falling In Love. À sa sortie, le titre reçoit des critiques très positives en Corée du Sud, et prend la tête des charts asiatiques et dans plusieurs autres pays ; aux États-Unis il se retrouve dans le top 5 des ventes digitales. Le titre est la chanson coréenne la plus téléchargée de 2013 lors de sa première semaine de sortie. Falling In Love est le neuvième no 1 du groupe au Gaon Singles Chart.
Le 7 août 2013, sort le nouveau single Do You Love Me. Il a  moins de succès que le précédent. Le 21 septembre 2013, le groupe apparaît dans le cinquième épisode de Win : Who Is Next, émission ayant pour but de trouver le prochain groupe masculin de YG Entertainment. La semaine suivante, ils deviennent juges. Le 17 novembre 2013, après deux mois d'attente et toujours aucun nouveau single, le groupe met en ligne une vidéo-conférence traitant de ses futurs projets. Le titre de leur prochain single y est dévoilé ainsi que sa date de sortie, prévue pour le 21 novembre. Elles annoncent également une tournée mondiale et la sortie d'un nouvel album pour 2014. Le 20 novembre 2013 est mis en ligne le clip de Missing You. Ce single est un succès commercial et devient le dixième no 1 du groupe. Le clip fait parler de lui outre-Atlantique, car CL y apparaît nue. Le magazine américain Billboard est d'ailleurs élogieux pour elle en déclarant : « En dépit de la comparaison de la scène de nue avec celle de Miley Cyrus, CL le fait d'une manière triste et classe. »
Le 22 novembre 2013, se tient la cérémonie Mnet Asian Music Awards à Hong Kong pour la seconde année consécutive. Le groupe y interprète Missing You pour la première fois. CL remporte la catégorie Best Female Solo Dance Performance pour la chorégraphie de The Baddest Female. Le 20 décembre 2013, sort le clip All I Want For Christmas Is You, une collaboration entre Bom et Lee Hi. Il s'agit d'une reprise du titre de Mariah Carey servant de thème pour la compagnie Samsung.

### Crush, scandale des drogues, et pause (2014)

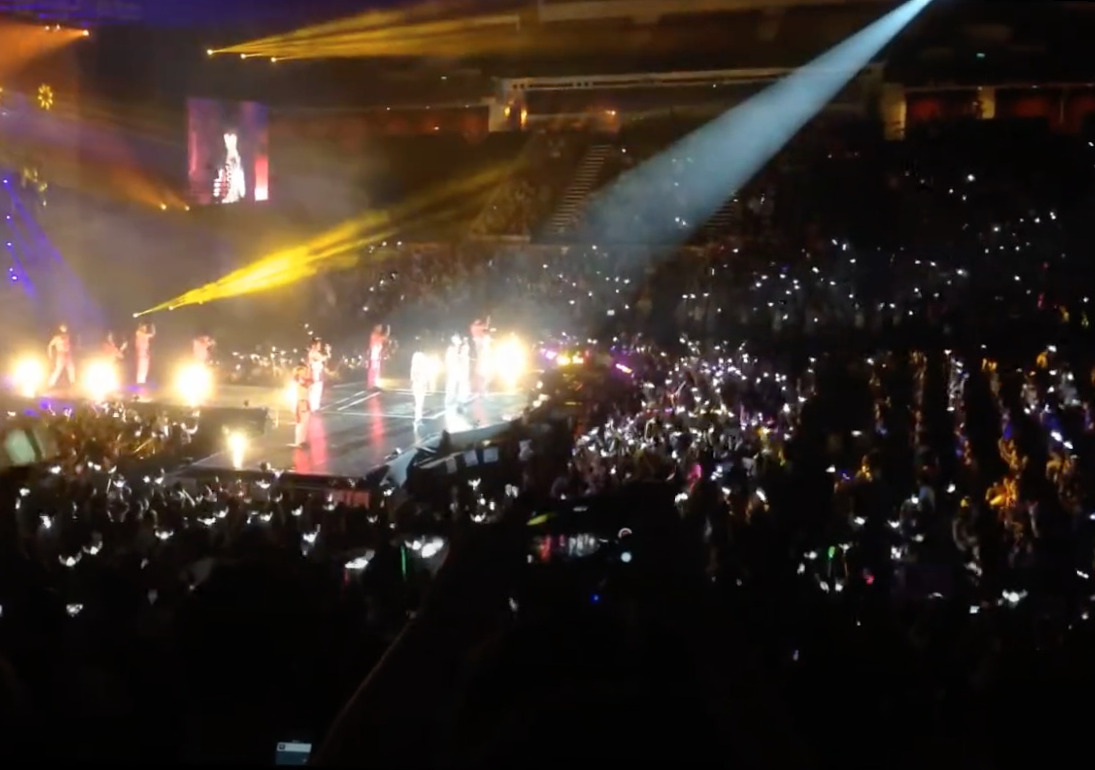
2NE1 lors d'un concert à Singapour en 2014.

Le 27 janvier 2014, le groupe fait une apparition invitée dans la version américaine de Bachelor diffusée sur la chaîne ABC. Par la suite, le groupe voit sa popularité aux États-Unis augmenter. Leur single I Am the Best entre dans le classement iTunes Top 10 Electronic Songs pendant une semaine, atteignant même la première place aux US ainsi qu'au Canada. Le 20 février 2014, soit quelques jours après l'annonce du titre du prochain album du groupe et de sa date de sortie, se tient à Séoul l'événement The Listening réservé à 21 journalistes. Cette conférence privée est en fait une sorte d' « avant-première » où les 21 professionnels invités bénéficient d'une écoute exclusive du nouvel album pour de recueillir leurs avis à son sujet. Le 19 février 2014, le site dévoile la liste des titres de l'album, qui comprend 10 chansons, dont 3 écrites par CL, une première dans le groupe.
Le 26 février 2014, l'album Crush sort enfin ; il prend la tête de tous les charts coréens et se classe dans le Top 10 des albums sur iTunes dans plus de 10 pays différents. L'album atteint la 61e place du Billboard Hot 200 aux États-Unis, écoulant plus de 5 000 copies, une première dans l'histoire de la K-pop. 2NE1 est à ce jour le seul groupe coréen/artiste asiatique à avoir établi un tel record. Le 1er mars 2014, le groupe entame officiellement sa tournée mondiale All or Nothing. Le 2 mars 2014 sont mis en ligne le clip du single Come Back Home et celui du titre Happy, tous deux extraits de l'album Crush. Come Back Home est le clip le plus coûteux du groupe (environ 360 000 €) en raison de l'utilisation de logiciels de traitement graphique. En effet, pour la première fois le groupe s'immisce dans un univers assez futuriste. L'histoire présentée à travers cette vidéo fait écho à celle du film de science-fiction Matrix. Le clip Happy a, en réalité, été filmé à Los Angeles en décembre 2012, lorsque le groupe s'était rendu à Irvine pour le SBS Kpop Super Concert in America. Le 28 mars 2014, le magazine Pitchfork attribue la note de 7.3/10 à l'album Crush et en fait une critique élogieuse. Le 20 mai 2014, est mis en ligne le clip Gotta Be You, second single du nouvel album.
En août 2014, I Am the Best est choisi comme thème par la compagnie américaine Microsoft pour la promotion de sa nouvelle tablette tactile Surface Pro 3. Cette publicité sera distribuée sur les chaînes de télévisions et les plates-formes de vidéos en ligne pendant 6 mois. Le titre atteint la 1re place du Billboard World Digital Songs Chart aux États-Unis, un nouveau record pour 2NE1. Le 5 décembre 2014, le groupe fait une apparition à la finale d'America's Next Top Model. Elles y interprètent le titre Crush pour clore le 21e cycle de l'émission. Le 16 décembre, l'album Crush apparaît dans la liste des 40 Meilleurs Albums de l'année 2014 du magazine Fuse, aux côtés d'Eminem, Prince, Mary J. Blige et de nouveaux artistes tels qu'Iggy Azalea, Sam Smith et beaucoup d'autres. Le 19 décembre, le magazine américain Rolling Stone dévoile sa liste des 20 Meilleurs Albums Pop de l'année 2014, où se trouve l'album Crush.
Le 30 juin 2014, le média sud-coréen KBS révèle une investigation visant la chanteuse principale du groupe, Bom, sur des prises d'amphétamines datant de 2010. D'après le média, Bom aurait fait venir des amphétamines provenant des États-Unis, considérés comme des drogues interdites en Corée du Sud. Cette affaire fait très vite scandale dans le pays et un véritable acharnement médiatique s'abat alors sur la chanteuse allant jusqu'à l'accuser de réaliser des trafics de drogues. Yang Hyun-suk, PDG de l'agence YG Entertainment, décide donc de publier un communiqué dans laquelle il prend la défense de Bom et indique que cette prise d'amphétamines est liée à un traumatisme de la chanteuse qu'elle aurait vécu lors de son adolescence après la mort d'une de ses amies et ces médicaments seraient justement utilisés par Bom en tant qu'antidépresseurs. À la suite de cette polémique, Bom décide de se retirer de la vie publique et de couper tout contact avec ses fans via Twitter et Instagram jusqu'en 2016.
Beaucoup de spéculations circulent alors peu de temps après ce scandale. Il aurait été dit à de multiples reprises que cet acharnement médiatique sur la chanteuse était en fait une manière d’atténuer le traumatisme et de détourner l'attention du peuple sud-coréen concernant la tragédie du Ferry Sewol survenue la même année et ayant tué précisément 304 victimes dont la plupart était des étudiants sud-coréens. Cette polémique concernant les amphétamines entraîna une mise en pause des activités du groupe pendant deux ans.

### Départ de Minzy et séparation (2016–2017)
Le 5 avril 2016, soit un peu plus de deux ans après leurs dernières activités, Minzy décide de quitter le groupe. À cette occasion, de nombreuses rumeurs voient le jour sur Internet indiquant ainsi les possibles raisons du départ de Minzy. Se sentant négligée par l'agence, qui ne se concentrait pas assez sur les activités de la chanteuse et ne réalisait aucune promotion autour d'elle, cette dernière aurait tout simplement décidé de quitter le groupe pour débuter une carrière solo sous un autre label. La YG Entertainment déclare qu'elle ne sera pas remplacée par un nouveau membre mais annonce néanmoins un retour du groupe en tant que trio prévu pendant l'été 2016.
Le 25 novembre 2016, YG Entertainment annonce la dissolution du groupe. CL et Dara sont les seules membres du groupe à renouveler leurs contrats avec l'agence tandis que Bom a décidé de ne pas signer à nouveau et de quitter la YG Entertainment.
C'est le 5 janvier 2017 que YG Entertainment annonce que les 2NE1 réaliseront tout de même une dernière chanson intitulé GoodBye, accompagnée d'un clip vidéo. La chanson est une sorte d'adieu destiné aux fans fidèles du groupe depuis ses débuts jusqu'à sa dissolution. La sortie de cette dernière piste est prévue pour le 21 janvier 2017. Malheureusement, seules CL, Dara et Bom participent à l'enregistrement de la chanson, Minzy ayant déjà quitté le groupe quelques mois avant l'annonce officielle de la séparation de ce dernier,. Le 20 janvier 2017, le clip de GoodBye est mis en ligne sur YouTube.

### Retour (depuis 2022)
Lors du festival de Coachella 2022, elles se réunissent et se produisent sur scène sans consultation de YG.
En juillet 2024, YG publie une vidéo annonçant le retour des filles avec un retour et une tournée mondiale en 2025. À la suite de cela, YG twitte le retour des filles avec marqué Welcome Back 2NE1

## Membres
| Nom de scène | Nom de scène | Nom de naissance | Nom de naissance | Date de naissance | Nationalité  | Position                                              |
| Romanisé     | Coréen       | Romanisé         | Coréen           | Date de naissance | Nationalité  | Position                                              |
| ------------ | ------------ | ---------------- | ---------------- | ----------------- | ------------ | ----------------------------------------------------- |
| Bom          | 봄           | Park Bom         | 박봄             | 24 mars 1984      | Sud-coréenne | Chanteuse principale, unnie (la plus âgée)            |
| Dara         | 다라         | Park Sandara     | 박 산다라        | 12 novembre 1984  | Sud-coréenne | Chanteuse, rappeuse secondaire                        |
| CL           | 씨엘         | Lee Chae Rin     | 이채린           | 26 février 1991   | Sud-coréenne | Leader, rappeuse principale                           |
| Minzy        | 민지         | Gong Minji       | 공민지           | 18 janvier 1994   | Sud-coréenne | Danseuse, chanteuse, rappeuse, Maknae (la plus jeune) |

## Discographie

### Albums studio
- 2009 : 2NE1 1st Mini Album
- 2010 : To Anyone
- 2011 : Nolza (aussi édité au Japon)
- 2012 : Collection (édité au Japon)
- 2014 : Crush  (aussi édité au Japon)

### Singles
| Année | Titre           | Meilleure position | Ventes    | Album               |
| ----- | --------------- | ------------------ | --------- | ------------------- |
| 2009  | Fire            | 1                  | —         | 2NE1 1st Mini Album |
| 2009  | I Don't Care    | 1                  | —         | 2NE1 1st Mini Album |
| 2010  | Follow Me       | 1                  | 1 703 377 | To Anyone           |
| 2010  | Clap Your Hands | 3                  | 1 841 485 | To Anyone           |
| 2010  | Go Away         | 1                  | 2 444 933 | To Anyone           |
| 2010  | Can't Nobody    | 2                  | 2 327 146 | To Anyone           |
| 2010  | It Hurts        | 4                  | 1 770 787 | To Anyone           |
| 2011  | Lonely          | 1                  | 2 935 930 | 2NE1 2nd Mini Album |
| 2011  | I Am The Best   | 1                  | 3 467 674 | 2NE1 2nd Mini Album |
| 2011  | Hate You        | 3                  | 2 577 420 | 2NE1 2nd Mini Album |
| 2011  | Ugly            | 1                  | 3 005 896 | 2NE1 2nd Mini Album |
| 2012  | I Love You      | 1                  | 2 777 520 | Single inédit       |
| 2013  | Falling in Love | 1                  | 885 446   | Single inédit       |
| 2013  | Do You Love Me  | 3                  | 638 002   | Single inédit       |
| 2013  | Missing You     | 1                  | 1 083 310 | Single inédit       |
| 2014  | Come Back Home  | 1                  | 1 294 905 | Crush               |
| 2014  | Gotta Be You    | 3                  | 930 879   | Crush               |
| 2017  | Goodbye         | 1                  | —         | Goodbye             |

Ventes par années
1. 1 2 3 4 5  Ventes 2010.
2. 1 2 3 4  Ventes 2011.
3. ↑  Ventes 2012.
4. 1 2  Ventes 2013.
5. 1 2 3  Ventes 2014.

#### Singles japonais
- 2011 : Go Away
- 2012 : Scream
- 2012 : I Love You

## Tournées
- 2011 : NOLZA
- 2012 : New Evolution World Tour
- 2014 : All or Nothing World Tour
- 2024 : Welcome Back

## Récompenses
| Année | Récompense |
| ----- | --- |
| 2009  | - Asia Song Festival : Best Asian Newcomer Award - GQ Awards : This Year's Stage, This Year's Song pour I Don't Care, This Year's Album pour 2NE1 1st Mini Album - Philippine K-Pop Awards : Meilleur nouveau groupe - Rhythmer Awards : Groupe RnB de l'année, rookie de l'année - Soompi Gayo Awards : Top Newcomers, EP de l'année, Top 20 chansons de 2009 - Style Icon Awards : Meilleure chanteuse - MelOn Music Awards : 2009 New Artist, 2009 Top 10 - Mnet 20's Choice Awards : Hot New Star, Hot CF Star, Hot Online Song - Mnet Asian Music Awards : Meilleure nouvelle chanteuse, Music Portal Award, chanson de l'année pour I Don't Care, meilleur clip pour Fire |
| 2010  | - Allkpop Awards : Meilleur groupe féminin - 2010 Dosirak : Album de l'année pour To Anyone - Hottracks Music Awards : Meilleure chanson electro pour Can't Nobody - Philippine K-Pop Awards : Meilleur groupe féminin - Soompi Gayo Awards : Top 10 Artist, Top 20 songs of 2010 pour Clap Your Hands, album de l'année pour To Anyone - Style Icon Awards : Best Female Singer - Mnet Asian Music Awards : Meilleur groupe féminin, artiste de l'année, album de l'année pour To Anyone, meilleur clip pour Can't Nobody - MelOn Music Awards : Album de l'année pour To Anyone, Top 10 2010 |
| 2011  | - Allkpop Awards : Meilleur groupe féminin - Gaon Chart Kpop Awards : Chanteuse de l'année (mai) - Hottracks Music Awards : Chanson de l'année pour To Anyone - Japan Record Awards : Nouveau groupe - Korean Music Awards : Meilleur album dance/electro pour I Am the Best - MTV Daum Music Fest : Groupe de l'année - MTV Iggy : Meilleur nouveau groupe mondial - MYX Music Awards : Favorite K-Pop Video Award pour Go Away - Philippine K-Pop Awards : Meilleur groupe féminin - Philippines Kpop Convention : Meilleur artiste féminine K-pop - So-loved Awards : Meilleur groupe féminin - Soompi Gayo Awards : Groupe de l'année, Top 10 Artist, EP Award pour 2NE1 2nd Mini Album, Top 50 chansons de 2011 pour Ugly - Youtube K-pop Awards : Top 3 des clips les plus vus (2de place) pour I Am the Best - Mnet Asian Music Awards : Chanson de l'année pour I Am the Best, meilleure performance vocale de groupe pour Lonely - MelOn Music Awards : Album de l'année pour 2NE1 2nd Mini Album, 2011 Top 10 |
| 2012  | - Allkpop Awards : Meilleur live pour I Love You - Gaon Chart Kpop Awards : Chanteuse de l'année (juillet) - Golden Disk Awards : Digital Bonsang pour I Love You - Korean Music Awards : Meilleur album dance/electro pour I Am the Best - Korean Popular Culture and Arts Awards : Prime Minister's Award - MelOn Music Awards : Bonsang Award (Top 10) - Philippines Kpop Convention : Meilleur groupe féminin - Seoul Music Awards : Bonsang Awards - So-loved Awards : Meilleur groupe féminin, meilleur EP pour Scream - Soompi Gayo Awards : Top 10 Artist, Top 50 chansons de 2012, et Top Digital Single pour I Love You - MTV Video Music Awards Japan : Meilleur nouveau groupe |
| 2013  | - China Music Awards : Groupe international le plus célèbre - Gaon Chart K-pop Awards : World Hallyu Star - MTV Iggy : Chanson estivale pour Falling in Love - So-loved Awards : Meilleur groupe féminin - Soompi Gayo Awards : Top Female Group |
| 2014  | - Golden Disk Awards : Bonsang Award pour Missing You, Popularity Award - MelOn Music Awards : Bonsang Award (Top 10), meilleure chansone electro pour Come Back Home - MTV Iggy : Chanson de l'année pour Gotta Be You - So-loved Awards : Meilleur groupe féminin - SBS Awards Festival : Meilleur groupe féminin, Top 10 artistes de 2014 - Billboard : Meilleur album de K-pop de 2014 Crush |

## Programmes de classement musicaux
| Année | Récompense |
| ----- | --- |
| 2009  | - 1re place au Inkigayo le 14 juin pour Fire - 1re place au Inkigayo le 21 juin pour Fire - 1re place au Music Bank le 17 juillet pour I Don't Care - 1re place au M Countdown le 23 juillet pour I Don't Care - 1re place au Music Bank le 24 juillet pour I Don't Care - 1re place au Inkigayo le 26 juillet pour I Don't Care - 1re place au Music Bank le 31 juillet pour I Don't Care - 1re place au Inkigayo le 2 août pour I Don't Care - 1re place au M! Countdown le 6 août pour I Don't Care - 1re place au Music Bank le 7 août pour I Don't Care - 1re place au Inkigayo le 9 août pour I Don't Care - 1re place au M! Countdown le 13 août pour I Don't Care - 1re place au Music Bank le 14 août pour I Don't Care - 1re place au M! Countdown le 20 août pour I Don't Care |
| 2010  | - 1re place au M! Countdown le 16 septembre pour Clap Your Hands - 1re place au Music Bank le 17 septembre pour Can't Nobody - 1re place au Inkigayo le 19 septembre pour Can't Nobody - 1re place au M! Countdown le 23 septembre pour Can't Nobody - 1re place au Music Bank le 24 septembre pour Go Away - 1re place au Inkigayo le 26 septembre pour Can't Nobody - 1re place au M! Countdown le 30 septembre pour Can't Nobody - 1re place au Music Bank le 1er octobre pour Go Away - 1re place au Inkigayo le 3 octobre pour Can't Nobody - 1re place au M! Countdown le 7 octobre pour Can't Nobody - 1re place au Inkigayo le 10 octobre pour Go Away |
| 2011  | - 1re place au Inkigayo le 29 mai pour Lonely - 1re place au Inkigayo le 17 juillet pour I Am The Best - 1re place au M! Countdown le 4 août pour Ugly - 1re place au Music Bank le 5 août pour I Am the Best - 1re place au Inkigayo le 7 août pour Ugly - 1re place au Inkigayo le 14 août pour Ugly |
| 2013  | - 1re place au Inkigayo le 9 juin pour The Baddest Female - 1re place au M! Countdown le 18 juillet pour Falling In Love - 1re place au Show! Music Core le 20 juillet pour Falling In Love - 1re place au Inkigayo le 21 juillet pour Falling In Love - 1re place au M! Countdown le 15 août pour Do You Love Me - 1re place au M! Countdown le 28 novembre pour Missing You - 1re place au Show! Music Core le 30 novembre pour Missing You - 1re place au Inkigayo le 1er décembre pour Missing You - 1re place au M! Countdown le 5 décembre pour Missing You - 1re place au Inkigayo le 8 décembre pour Missing You |
| 2014  | - 1re place au Inkigayo le 16 mars pour Come Back Home - 1re place au M! Countdown le 20 mars pour Come Back Home - 1re place au M! Countdown le 27 mars pour Come Back Home |